# فرودگاه شهری آلبانی (اورگان)
فرودگاه شهری آلبانی (اورگان) (به انگلیسی: Albany Municipal Airport (Oregon)) یک فرودگاه همگانی است که یک باند فرود آسفالت دارد و طول باند آن ۹۱۶ متر است. این فرودگاه در شهر البانی، اورگن کشور ایالات متحده آمریکا قرار دارد و در ارتفاع ۶۹ متری از سطح دریا واقع شده‌است.